# Автомойка

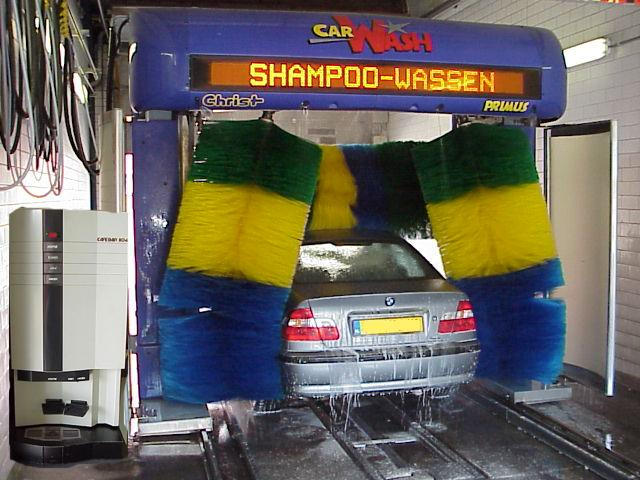
Механическая автомойка

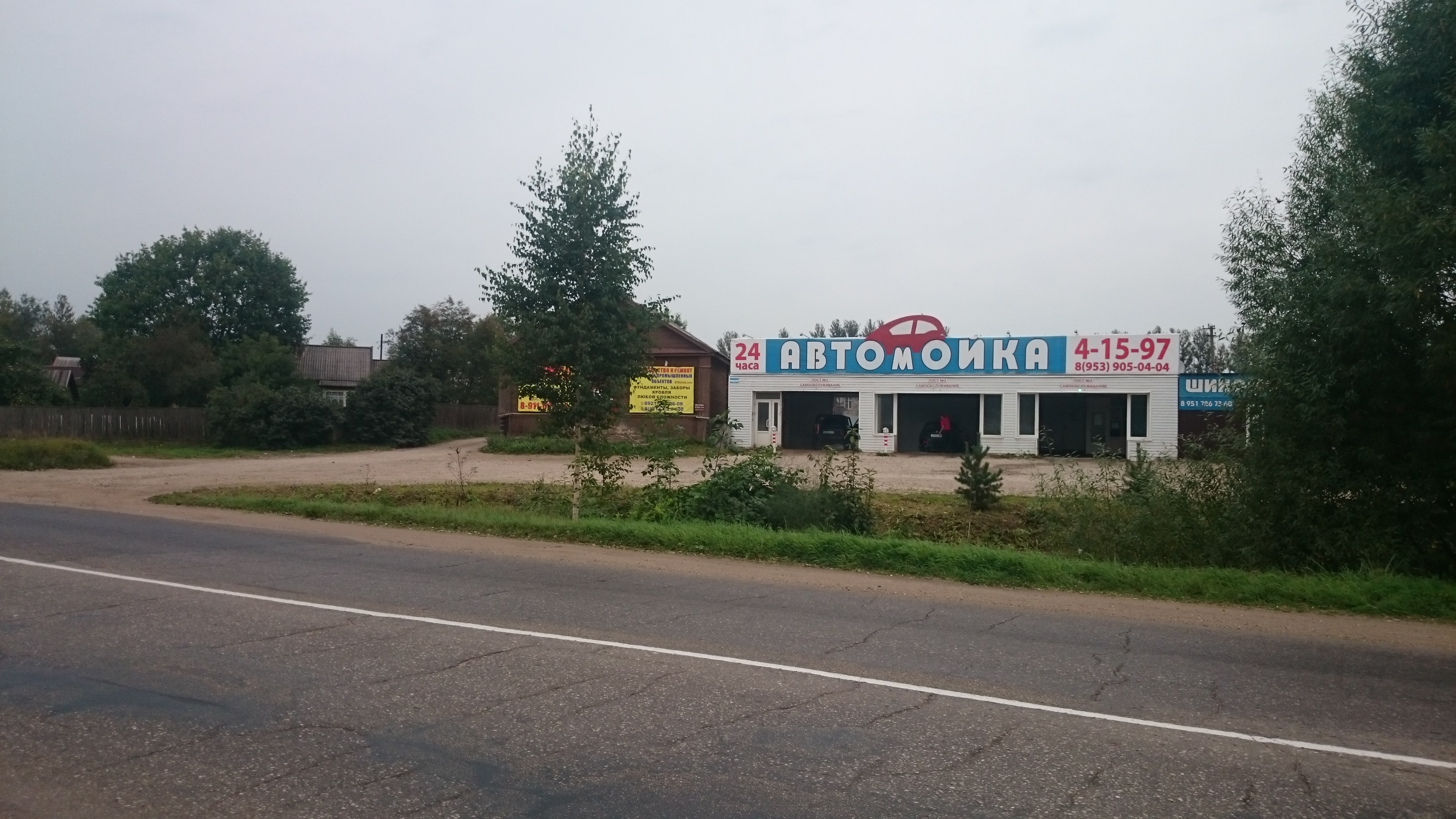
Автомойка в Новгородской области

Автомо́йка — организация, осуществляющая мойку автомобилей и оказывающая сопутствующие услуги (чистку салона, полировку, удаление битумных пятен, мойку двигателя и др.).
Кроме того, автомойками называют аппараты высокого давления (АВД), используемые для мойки автомобилей. Также автомойками называют строения и сооружения для мойки автомобилей.
Зачастую автомойки располагаются на автозаправочных станциях, рядом с автомагазинами и станциями технического обслуживания автомобилей. В связи со значительным объёмом расходуемых моющих средств автомойки являются потенциальными загрязнителями окружающей среды. В связи с этим, как правило, государственные органы требуют оснащать автомойки системами регенерации и очистки

## История
История автомоек тесно связана с историей автомобильной промышленности. Благодаря внедрению в 1920-х годах Генри Фордом технологии конвейерной сборки автомобиля себестоимость производства автомобиля существенно снизилась. Автомобильное производство приобрело массовый характер. Как следствие, увеличился спрос на услуги по уходу за автомобилем, в том числе на услуги по его мойке и чистке.

### 1920—1940-е: зарождение
Принято считать, что первое автомоечное предприятие под названием «Automobile Laundry» (автомобильная прачечная) было открыто Фрэнком Маккормиком и Дж. В. Хинклем в 1914 году в Детройте, штат Мичиган.
В этот период на автомойках применялся только ручной труд.
Некоторые автомойки строились по принципу конвейерных туннелей, по которому автомобили проталкивали вручную. Моечный процесс на таких мойках был разделен между работниками по операциям: намыливание, ополаскивание, сушка, полирование деталей из латуни.
Спрос на услуги мойки и чистки автомобилей опережал темпы роста количества автомоечных предприятий. В крупных американских городах у автомоек выстраивались очереди из желающих помыть автомобиль.

### 1940-е: первые попытки автоматизации
Предприниматели искали способы автоматизации моечного процесса. Появились первые полуавтоматические мойки. Так, в 1940 году в Голливуде, штат Калифорния, открылась автомойка, оборудованная системой лебедок, которые крепились к бамперу и тащили автомобиль сквозь туннель.
В 1946 году Томас Симпсон создал спринклерную омывающую систему, что позволило автоматизировать операции по сбивке водой грязи с автомобиля и смыванию пены. Однако процессы намыливания и сушки все ещё оставались ручными.

### 1950-е: становление индустрии автомобильных моек
В 1951 году братьям Арчи, Дину и Элдон Андерсон из Сиэтла, штат Вашингтон, удалось автоматизировать операции по намыливанию и сушке, внедрив в автомоечный процесс насадки для нанесения мыла, автоматические кисти и вентилятор мощностью 50 л. с.
С усложнением конструкции автомоечного оборудования стали возникать предприятия, работающие на условиях коммерческой концессии (франчайзинга).
В 1955 году заинтересованные в укреплении своих позиций лидеры индустрии автомоек создали Международную ассоциацию автомоек (ICA — International Carwash Association).
В 1957 году американский бизнесмен по имени Дэн Ханна из Портленда, штат Орегон, воплотил идею создания сети автомоек. Созданное им предприятие Hanna Enterprises уже через два года своего существования насчитывало более 30 автомоек по всей Америке и в дальнейшем переросло в крупнейшую корпорацию.
С именем Дэна Ханны связывают появление и внедрение в отрасли технологий рециркуляции воды, бесконтактной мойки, арки с тремя рядами насадок, роликового конвейера, а также тканевых щеток, пришедших на смену абразивным ворсовым щеткам, портящим лакокрасочное покрытие.

### 1970-е: резкий рост и спад на фоне кризиса

уличная автомойка в Венгрии 1967 год

Производители автомоечного оборудования совместно с нефтяными компаниями стали внедрять экспресс мойки при автозаправочных станциях. Их функции заключались в предоставлении услуги по быстрой внешней мойке кузова автомобиля, предоставляемой бесплатно автовладельцам, заправившим полный бак. Эта концепция в первой половине 70-х годов XX века позволила нефтяным компаниям значительно увеличить продажи бензина, а производителям автомоек — обеспечить дальнейший рост отрасли.
С 1967 года в индустрии автомоек начался спад в связи с энергетическим кризисом, вызванным проблемами на Ближнем Востоке и увеличением в несколько раз цены на нефть. Спрос на бензин падал и нефтяные компании перестали инвестировать автомоечный бизнес.

### 1980-е: выход из кризиса
Нефтяной кризис 70-х годов XX века привел к тому, что автопроизводители стали отказываться от выпуска крупных моделей автомобилей в пользу небольших, потреблявших меньше топлива. Производители автомоечного оборудования внедряли новую технику, регулирующуюся под различные размеры автомобилей. Популярность услуг автомоек вновь начала расти. Появились высокопроизводительные автомойки с пропускной способностью более 30 автомобилей в час. Автомойки приобрели знакомые сегодня формы.

## Классификация автомоек

### По типу обслуживания

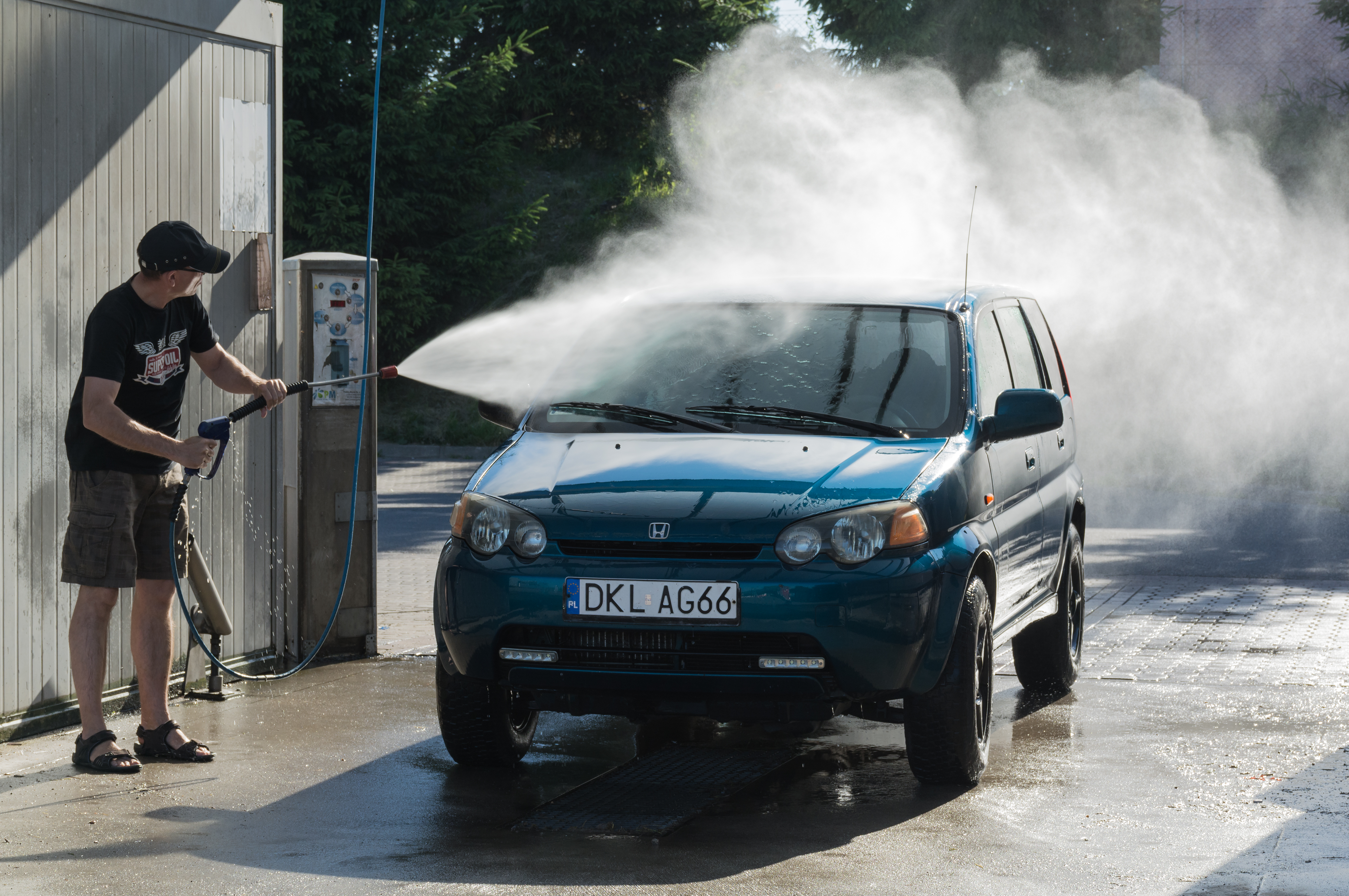
мойка самообслуживания в Польше

Бывают мойки самообслуживания (владелец самостоятельно моет автомобиль), а также мойки, где операции с автомобилем осуществляются обслуживающим персоналом — автомойщиками и механизированные автомойки, где процесс мойки осуществляется автоматически оборудованием автомойки.

### По механизму мойки
Контактная и бесконтактная мойка.

### По техническому исполнению
Ручная мойка, портальная, туннельная, с помощью аппаратов высокого давления (известная в России как «бесконтактная»).
Классификация является независимой, то есть, например портальная и туннельная мойка могут быть как контактными, так и бесконтактными и даже комбинированными (контактная мойка сильно загрязнённых участков+бесконтактная), в зависимости от конструкции.

## Характеристики автомоек

### Контактная мойка
Предполагает механическое удаление грязи с поверхности автомобиля с использованием щёток, тряпок, губок и др. Для контактной мойки не требуется специальных высокотехнологичных моющих средств, даже подходит раствор обычного мыла для рук или средства для мытья посуды. Главное высокая пенность, для облегчения скольжения, и безопасность для рук и лакокрасочного покрытия.
В контактной мойке велик риск повреждения лакокрасочного покрытия, за счёт механического воздействия губки и грязи. Для исключения этого необходимо сначала смыть основную грязь при помощи воды или аппарата высокого давления, а далее нанести моющую пену на автомобиль и использовать крупно-волокнистые текстильные материалы для мойки, лучше всего специальные губки с крупными порами. Крупные поры вмещают частицы грязи и абразива, препятствуя их контакту с лако-красочным покрытием. Так же необходимо часто промывать губку в воде.

### Ручная мойка
Простейший вариант контактной мойки, выполняется самостоятельно или работниками автомойки с помощью воды, моющих средств и как правило губки. В России была наиболее распространена до массового появления импортных аппаратов высокого давления (АВД). В последние годы ручная мойка получает распространение и даже моду в области детейлинга автомобилей, так как позволяет тщательно и аккуратно промыть мельчайшие детали и стыки.

### Бесконтактная мойка
Удаление загрязнений осуществляется с использованием специальных сильнодействующих моющих веществ (активная пена, создаваемая пеногенератором, или бесконтактный шампунь) и мощных струй воды под высоким давлением, создаваемых с помощью специального аппарата. Главное — при бесконтактной мойке к автомобилю прикасаются только струи воды и моющий раствор. Бесконтактная мойка является самой безопасной и щадящей для лакокрасочного покрытия.
Существует пять основных факторов для успешной бесконтактной мойки: качество воды, температура мойки, химия, время и давление воды, создаваемое оборудованием. Если все эти факторы настроены правильно, автомобили будут чистыми и блестящими без шансов повреждения лакокрасочного покрытия. Автомойки высокого класса обязательно следят за этими факторами.
Это наиболее распространённый в России способ мойки. Однако, в силу нарушения технологии или использования дешевых/некачественных моющих средств или высокого их разведения в погоне за экономией, автомойки иногда растирают пену с помощью губки или тряпки, а это уже не бесконтактная мойка. Более того, такая практика опасна для здоровья автомойщиков — активная пена для бесконтактной мойки содержит некоторое количество щелочи или кислоты, которые могут раздражать кожу рук.

### Мойка самообслуживания
В Европе довольно широко распространены мойки самообслуживания. Начиная с 2010-х гг. они становятся популярны и в России, и получают к 2020-м годам очень широкое распространение. Автомойки самообслуживания представляют собой пункты, где, опустив жетон в монетоприемник, клиент берёт один из пистолетов и выполняет манупуляции по очистке автомобиля самостоятельно. Обычно программа мойки включает такие функции как нанесение активной пены, мойка высоким давлением, нанесение жидкого воска и др. Зачастую посетителям предлагается воспользоваться пылесосом для очистки салона.
Иногда мойки самообслуживания способны функционировать при небольшой отрицательной температуре окружающей среды (до −5). Незамерзание воды в системе осуществляется благодаря следующим решениям: постоянный небольшой отток воды из пистолета высокого давления, продувка системы сжатым воздухом после завершения цикла мойки, теплые полы. Однако при низкой температуре окружающего воздуха и автомобиля резко снижается качество мойки.
Главные достоинства по сравнению с другими видами мойки — сокращение времени на помывку автомобиля и низкая цена одного цикла мойки для потребителя.

### Портальная мойка (портал)
Это автоматическая установка, похожая на арку, которая движется вдоль автомобиля, пока он стоит, и удаляет с него грязь.
Различают контактные и бесконтактные портальные мойки. В бесконтактных портальных мойках не используются вращающиеся щетки, вместо этого установлены аппараты высокого давления. Основным плюсом портальной мойки является скорость мойки. Также меньшие издержки на персонал и воду, по сравнению с ручной мойкой. В некоторых порталах возможно мыть машины различного размера — от фур до легкового авто.
Производители порталов стараются повысить качество и скорость мойки. Для этих целей разработан целый ряд улучшений и дополнительных опций:
• Дополнительный отдельный портал сушки (ускоряет цикл мойки автомобиля)
• Мойка днища высоким давлением
• Устройство для мойки колес (высокое давление, щетки, комбинированное)
• «Ломающиеся» боковые щетки, способные очистить труднодоступные для обычных щеток неровности кузова
• Устройство мойки порогов (высокое давление, щетки, комбинированное)
• Различные материалы ворса щеток (текстиль, вспененный полиэтилен). Например, вспененный полиэтилен придаёт легкий эффект полировки.

### Туннельная автомойка (конвейерная)
Представляет собой туннель, в котором установлены несколько неподвижных арок, каждая из которых выполняет свою функцию: щеточная станция, станция полировки, рама оборудованная форсунками высокого давления и т. д.
По сути это конвейер, сквозь туннельную мойку автомобили протягивает лента конвейера, пропуская через различные моющие агрегаты. На выходе получается чистый, практически сухой автомобиль за очень короткое время, ведь пропускная способность таких автомоек до 120 автомобилей в час. Первые автоматические мойки конвейерного типа появились в 30-х годах XX века.
Модульность, заложенная в основу конструкции конвейерных автомоек, позволяет создавать варианты под различные требования и бюджет заказчика. Цена конкретного проекта конвейерной автомойки зависит от длины и разнообразия моечного оборудования, включённого в заказываемую комплектацию. Туннельные автомойки могут включать в себя зону предварительной и основной мойки, систему мойки колес и порогов (в том числе с применением высокого давления), зону споласкивания, полировки и сушки, а также мойку или сушку качающимися текстильными лентами и многое другое. К плюсам туннельной мойки можно отнести высокую скорость, даже по сравнению с портальной мойкой, так как на конвейере может находиться сразу несколько автомобилей.

### Сухая автомойка
Сухая автомойка (англ. chemical car wash, waterless car wash), так же известная как полимерная или гелевая мойка — новая разработка в области автохимии и автокосметики. Её суть состоит в том, что для мытья машины не требуется жидкая вода, а используется специальное средство на гелевой основе. После применения средства образуется защитная плёнка на лакокрасочном покрытии автомобиля, обладающая антикоррозионными свойствами и эффектом «антидождь».
Технология такой мойки проста: моющее средство распыляется средство на элементы ЛКП кузова с помощью триггера. Спустя 0,5-2 минуты происходит воздействие на загрязнение таким образом, что грязь размягчается. Далее грязь с кузова вытирается специальной салфеткой из микрофибры. Последним этапом является полировка кузова. В результате на автомобиле появляется защитная плёнка, которая обеспечивает эффект «антидождь» и уменьшает прилипание новой грязи.
Компании, предоставляющие услуги сухой мобильной мойки, давно работают на рынках Америки, Западной Европы, Австралии, Новой Зеландии. Они утверждают, что такой метод мойки имеет свои преимущества как для клиента, так и для окружающей среды. Во-первых, мобильная мойка помогает экономить время, исключая необходимость стоять в очереди и ждать, пока помоют авто на стационарной мойке. Во-вторых, используемое химическое средство биоразлагаемо на 90-100 % и позволяет экономить до 100 л воды на мытье каждой машины.

### Бикини-мойка
Это ручная автомойка, выполняемая девушками в бикини или топлес за дополнительную плату (если разрешают локальные законы). Обычно летнее событие, которое является благотворительной акцией для сбора средств для школы, спортивной ассоциации или другим благотворительным организациям (в США и Европе). В России не имеет благотворительной цели, а бикини-мойка предназначена для рекламы, продвижения автомойки и привлечения клиентов или является частью программы авто праздника.
Как правило, девушки в бикини зазывают водителей на мойку, стоя на обочине с красочными плакатами, а машины моют в близлежащей автостоянке или около автомойки. Существуют коммерческие бикини автомойки, где девушки в бикини на самом деле моют автомобили за плату для развлечения водителей.

### Мойка паром
В последние годы для мойки автомобильного кузова и чистки салона стал использоваться пар (парогенератор). Высокая температура и давление профессионального оборудования позволяет отказаться от поверхностно-активных веществ, и в несколько раз снизить расход воды — при превращении воды в пар объём увеличивается в более чем 1600 раз. Сухой пар очищает салон от пятен, удаляет неприятные запахи и не требует продолжительного времени на высыхание салона.
Данный тип моек использует преимущественно ручной труд и позволяет существенно снизить негативное влияние на окружающую среду из-за отсутствия ПАВ и малого потребления воды, иногда их называют «экомойками» — экологичными мойками.

### Мобильные автомойки
В странах Европы давно появились мобильные автомойки. Их основная особенность и преимущество перед обычной стационарной автомойкой в том, что они не привязаны к конкретному местоположению, и могут быть перемещены с одного места своего расположения на другое. Мобильные автомойки собираются из модульных конструкций или могут быть устроены на базе специальных прицепов трансформеров. В России мобильные мойки не распространены из за законодательных требований к автомойкам.